# Thorey
Thorey ist eine französische Gemeinde mit 43 Einwohnern (Stand: 1. Januar 2022) im Département Yonne in der Region Bourgogne-Franche-Comté (vor 2016 Bourgogne) im Osten Frankreichs. Die Gemeinde gehört zum Arrondissement Avallon und zum Kanton Tonnerrois. 

## Geografie
Thorey liegt etwa 50 Kilometer ostnordöstlich von Auxerre. Umgeben wird Thorey von den Nachbargemeinden Mélisey im Norden und Nordwesten, Trichey im Norden und Nordosten, Rugny im Osten, Tanlay im Süden sowie Saint-Martin-sur-Armançon im Westen und Südwesten.

## Bevölkerungsentwicklung
| Jahr                       | 1962 | 1968 | 1975 | 1982 | 1990 | 1999 | 2006 | 2018 |
| -------------------------- | ---- | ---- | ---- | ---- | ---- | ---- | ---- | ---- |
| Einwohner                  | 64   | 56   | 60   | 54   | 55   | 56   | 52   | 32   |
| Quellen: Cassini und INSEE |      |      |      |      |      |      |      |      |

## Sehenswürdigkeiten
- Kirche Saint-Martin
- Schloss